# Uspavanka za Radmilu M.
Uspavanka za Radmilu M. šesti je studijski album sarajevskog rock sastava Bijelo dugme, koji izlazi u veljači 1983.g.
Album je sniman u Skopju, Makedonija, a miksan je u londonskom "Row Studiju", dok je producent na materijalu bio Gajo Vučićević. Nakon objave albuma Bregović je planirao da se oprosti od publike i nakon turneje da raspusti sastav. Zadnji koncert je trebao biti u Beogradu, 24. travnja, ali je izuzetna posjećenost koncerta navela Bregovića da odustane od prekida rada.
Gost na snimanju bio je Vlatko Stefanovski, a skladbu "Kosovska", koja je otpjevana na albanskom jeziku, napisali su Goran Bregović, Zija Beriša, Agron Beriša i Špand Ahmeti. U ostalim skladbama Bregović se bavio glazbenim frazama kroz koje je sastav prolazio tokom svoje karijere.
Pred kraj turneje u Beogradu su 16. svibnja odsvirali klupski koncert u SKC-u, i nakon toga po običaju je sastav otišao na duži odmor, dok je Bregović otputovao na put oko svijeta.

## Popis pjesama
- Sve pjesme je napisao Goran Bregović, osim teksta za "Kosovsku" koji su zajedno s njim napisali Zija Beriša, Agron Beriša i Špand Ahmeti.

1. "Polubauk polukruži poluevropom" (Bregović) - 3:57
2. "Drugovi i drugarice" (Bregović) - 3:33
3. "Kosovska" (Bregović - Zija Beriša/Agron Beriša/Špand Ahmeti/Bregović) - 3:34
4. "U vrijeme otkazanih letova" (Bregović) - 3:40
5. "Zašto me ne podnosi tvoj tata" (Bregović) -3:21
6. "Ako možeš zaboravi" (Bregović) - 4:58
7. "Ovaj ples dame biraju" (Bregović) - 5:11
8. "Ne plači" (Bregović) 3:54
9. "Uspavanka za Radmilu M." (Bregović) - 2:25

## Izvođači
- Željko Bebek - vokal
- Goran Bregović - električna gitara
- Zoran Redžić - bas-gitara
- Goran "Ipe" Ivandić - bubnjevi
- Vlado Pravdić - klavijature
- Arsen Ereš - saksofon

### Produkcija
- Producent - Gajo Vučićević, Goran Bregović
- Dizajn - Dragan Stefanović
- Projekcija i mix - Mike Johnson (10)
- Urednik - Dubravko Majnarić
- Glazbeni urednik - Siniša Škarica

## Vanjske poveznice
- Stranice Bijelog dugmeta  Arhivirana inačica izvorne stranice od 20. siječnja 2020. (Wayback Machine)
- discogs.com - Bijelo Dugme - Uspavanka Za Radmilu M.